# Geijera linearifolia
Geijera linearifolia là một loài thực vật có hoa trong họ Cửu lý hương. Loài này được (DC.) J.M.Black mô tả khoa học đầu tiên năm 1924.